# West Richland (Washington)
West Richland es una ciudad ubicada en el condado de Benton en el estado estadounidense de Washington. En el año 2000 tenía una población de 8.385 habitantes y una densidad poblacional de 149,1 personas por km².

## Geografía
West Richland se encuentra ubicada en las coordenadas 46°17′32″N 119°21′16″O / 46.29222, -119.35444.

## Demografía
Según la Oficina del Censo en 2000 los ingresos medios por hogar en la localidad eran de $57.750, y los ingresos medios por familia eran $61.813. Los hombres tenían unos ingresos medios de $50.785 frente a los $29.595 para las mujeres. La renta per cápita para la localidad era de $22.499. Alrededor del 4,5% de la población estaban por debajo del umbral de pobreza.